# Li Jinyu (Shorttrackerin)
Li Jinyu (chinesisch 李 靳宇; * 30. Januar 2001) ist eine chinesische Shorttrackerin.

## Werdegang
Li trat international erstmals im Januar 2016 bei den Juniorenweltmeisterschaften in Sofia in Erscheinung. Dort holte sie die Goldmedaille mit der Staffel. Zudem errang sie dort den 13. Platz über 1500 m, den 12. Rang im Mehrkampf und den achten Platz über 1000 m. Im folgenden Jahr gewann sie bei den Juniorenweltmeisterschaften in Innsbruck die Bronzemedaille im 1500-m-Superfinale, die Silbermedaille über 1500 m und erneut die Goldmedaille mit der Staffel. Zu Beginn der Saison 2017/18 lief sie in Budapest erstmals im Weltcup und belegte dabei den 26. Platz über 1500 m und den 15. Rang über 1000 m. Ihr bestes Saisonergebnis im Weltcupeinzel war der 11. Platz über 1000 m in Dordrecht. Beim Saisonhöhepunkt, den Olympischen Winterspielen 2018 in Pyeongchang, holte sie überraschend die Silbermedaille über 1500 m. Zudem wurde sie dort Neunte über 1000 m und Siebte mit der Staffel. Im März 2018 gewann sie bei den Weltmeisterschaften in Montreal im Mehrkampf und über 1000 m jeweils die Bronzemedaille und über 3000 m die Silbermedaille. In der Saison 2018/19 erreichte sie mit sechs Top-Zehn-Platzierungen, darunter Platz drei über 1500 m in Almaty, den sechsten Platz im Weltcup über 1500 m. Zudem siegte sie in Calgary mit der Mixed-Staffel und errang in Almaty den dritten Platz mit der Mixed-Staffel. Bei den Juniorenweltmeisterschaften 2019 in Montreal gewann sie die Silbermedaille über 1500 m und die Goldmedaille über 1000 m.

## Weltcupsiege im Team
| Nr. | Datum            | Ort       |
| --- | ---------------- | --------- |
| 1.  | 4. November 2018 | Calgary 1 |

## Persönliche Bestzeiten
- 500 m: 43,333 s (aufgestellt am 4. November 2018 in Calgary)
- 1000 m: 1:29,151 min (aufgestellt am 19. November 2017 in Seoul)
- 1500 m: 2:21,468 min (aufgestellt am 3. November 2018 in Calgary)
- 3000 m: 4:58,950 min (aufgestellt am 18. März 2018 in Montreal)